# 禁止或限制使用地雷、诱杀装置和其他装置的议定书
禁止或限制使用地雷、诱杀装置和其他装置的议定书是一项对于地雷、遥布地雷、诱杀装置的使用进行严格限制的联合国条约。它是1980年《特定常规武器公约》的第二议定书。

## 内容
该议定书禁止使用地雷、遥布地雷或诱杀装置，以免造成平民死伤、对士兵造成过度伤害或不必要的痛苦。议定书同样禁止使用附着于或联结在下列物体上的诱杀装置和其他装置：(a) 国际承认的保护性徽章、标志或信号；(b) 病者、伤者或死者；(c) 墓地或火葬场或坟墓；(d) 医务设施、医疗设备、医药用品或医务运输；(e) 儿童玩具或其他为儿童饮食、健康、卫生、衣着或教育而特制的其他轻便物件或产品；(f) 食品或饮料；(g) 炊事用具或器具，但军事设施、军事阵地或军事补给站的此种用具除外；(h) 明显属于宗教性质的物体；(i) 构成民族文化或精神遗产的历史古迹、艺术品或礼拜场所；或(j) 动物或其尸体。
该议定书既适用于国际性武装冲突也适用于国内武装冲突。它禁止使用和转让不可探测的杀伤人员地雷；禁止在栅栏或其他方式加以保护的标界区外使用没有自毁和自失能功能的武器；拓宽了保护联合国及其机构执行维护和平及其他使命的义务；要求各国在其管辖范围内加强对议定书条款的遵守力度；呼吁对于违反该议定书行为的刑事制裁。

## 历史
《禁止或限制使用地雷、诱杀装置和其他装置的议定书》附属于1980年《特定常规武器公约》，于1983年12月2日发生效力。1996年5月3日，该议定书在日内瓦得到修改，修订后的版本于1998年12月3日生效。到2014年12月，共有102个国家和地区加入该议定书，包括101个联合国成员国和梵蒂冈。